# Río San Fernando (Río Mantaro)
Der Río San Fernando ist ein 35 km langer linker Nebenfluss des Río Mantaro in der Provinz Huancayo in Zentral-Peru. Zusammen mit dem Quellfluss Río Punco beträgt die Gesamtflusslänge 72 km.

## Flusslauf
Der Río San Fernando entsteht am Zusammenfluss von Río Acobamba und Río Punco, 3 km ostnordöstlich der Ortschaft Santo Domingo de Acobamba auf einer Höhe von etwa 1980 m. Der Río San Fernando durchquert die peruanische Zentralkordillere im Distrikt Santo Domingo de Acobamba in südsüdöstlicher Richtung und mündet schließlich auf einer Höhe von etwa 1026 m in den nach Osten strömenden Unterlauf des Río Mantaro.

## Quellflüsse
Der Río Punco, im Oberlauf Quebrada Huanuco, ist der etwa 37 km lange linke Quellfluss. Seinen Ursprung bildet der 4369 m hoch gelegene Bergsee Laguna Pahuarcocha (⊙) in der peruanischen Zentralkordillere im äußersten Norden des Distrikts Andamarca der Provinz Concepción. Der Río Punco verlässt den See an dessen nördlichem Ende, durchquert im Anschluss einen kleineren Bergsee und wendet sich danach ein kurzes Stück nach Osten und biegt dann in Richtung Ostsüdost ab. Der Río Punco durchquert das Gebirge und behält dabei die Fließrichtung bis zum Zusammenfluss mit dem aus Westen heranfließenden Río Acobamba bei. Am rechten Flussufer des Oberlaufs befindet sich die Ortschaft Huanuco. Entlang dem Mittel- und Unterlauf befinden sich am westlichen Talhang die Ortschaften Punco, Uyo und Andamarca.
Der Río Acobamba, im Oberlauf Río Punto, ist der 28 km lange rechte Quellfluss. Er entspringt  im äußersten Südwesten des Distrikts Andamarca auf einer Höhe von etwa 4550 m. Er fließt in überwiegend östlicher Richtung durch das Gebirge. Das Distriktverwaltungszentrum Santo Domingo de Acobamba liegt südlich des Flusslaufs. Der Río Acobamba vereinigt sich wenig später mit dem aus Norden kommenden Río Punco zum Río San Fernando.

## Einzugsgebiet
Der Río San Fernando entwässert ein Areal von etwa 1215 km². Das Gebiet erstreckt sich über die peruanische Zentralkordillere nordöstlich der Regionshauptstadt Huancayo. Das Einzugsgebiet grenzt im Südwesten an das des Río Pariahuanca, im Nordwesten an das des Río Tulumayo, im Nordosten an die Einzugsgebiete von Río Pampa Hermosa und Río Mazamari sowie im Osten an die Einzugsgebiete von Río Sonomoro und Río Anapatí.